# Экономика КНДР
Не путать с экономикой Республики Корея
Экономика КНДР является плановой мобилизационной экономикой социалистического государства. КНДР является одним из самых централизованных и закрытых государств в мире. Поскольку с начала 1960-х годов КНДР не публикует никакой экономической статистики, то все данные о её экономике являются внешними экспертными оценками, и поэтому не являются абсолютно достоверными. Корееведом А. Н. Ланьковым оценивается как индустриальная со стремлением к информатизации.
КНДР принадлежит к ряду беднейших стран мира, занимая 213-е место из 230 по ВВП на душу населения. В качестве причины экономической неразвитости исследователи называют политику чучхе и чрезмерную милитаризацию страны.
Из-за природных условий и нехватки пахотных земель, а также политики руководства страны КНДР испытывает существенную нехватку продовольствия.
После прихода к власти Ким Чен Ына (с 2016 года) в стране началось проведение либеральных и рыночных экономических реформ, что привело к быстрому росту частных предприятий и уровня жизни населения, однако, в 2019 году Северная Корея приостановила экономические реформы, которые рассматривались как рискованная попытка высвободить рыночные силы, и правительство вновь переключило внимание на более централизованное планирование и государственный контроль над экономикой.

## Обзор
Согласно оценке 2015 года, население КНДР составляет 25 млн человек что в 2 раза меньше населения Южной Кореи (около 50 млн).

### ВВП
КНДР принадлежит к ряду беднейших стран мира, занимая 213-е место из 230 по ВВП на душу населения<.
ВВП по паритету покупательной способности, по оценке ЦРУ, составляет эквивалент 40 млрд долларов США, или 1500 долл. на душу населения.

### Частный сектор экономики
Как отмечает кореевед А. Ланьков, на частный сектор экономики приходится по разным оценкам от 30 до 50 % ВВП КНДР, причём его роль в последние годы быстро растёт. Частный капитал наиболее распространён в сфере обслуживания, на транспорте и в рыболовстве.
Официально правительством КНДР существование частного сектора не признаётся, однако на практике власти терпимо относятся к его деятельности.
В 2021 году во время пандемии COVID-19 правительство начало пресекать незаконную экономическую деятельность и практику, что привело к значительному спаду частного сектора.

### Современная продовольственная ситуация в КНДР
Согласно официальной позиции КНДР, корейский народ, одержав победу в «Трудном походе», приступил к строительству «Могучей процветающей державы» (кор. 강성대국), которая должна была быть построена в 2012 году, «где сильна государственная мощь, всё имеется в достатке, а народ живёт, не завидуя никому на свете».
Кореевед А. Н. Ланьков отмечал:

 Сообщения об улучшении ситуации в КНДР до мирового читателя не доходят. Каждую осень в мировых СМИ пишут, что Северная Корея, дескать, находится на грани голода. К январю эти новости исчезают, так как очевидно, что никакого голода в КНДР нет, а на следующую осень разговоры о надвигающейся катастрофе начинаются по новой. Голод с массовыми смертями остался в прошлом, в конце 1990-х. После 2000—2002 годов с голода в стране никто не умирает. ….в последние 7-8 лет экономическая ситуация в КНДР постепенно улучшается. Однако об этом мировые СМИ не пишут.

Ланьков отмечает, что миска риса для жителя КНДР остается недостижимой роскошью и большинство населения питается кукурузой. Но, по его оценкам, с 2014 года КНДР вышла на самообеспечение продовольствием. 29 мая 2015 года в Женеве был опубликован доклад ООН о гуманитарных проблемах КНДР, в котором указано, что многие дети в КНДР хронически недоедают.
| 1990   | 1995   | 1999  | 2000  | 2001  | 2002  | 2003  | 2004  | 2005  | 2006   | 2007   | 2008  | 2009   | 2010   | 2011  | 2012  | 2013  | 2014  | 2015   | 2016  | 2017   | 2018   | 2019  | 2020   |
| ------ | ------ | ----- | ----- | ----- | ----- | ----- | ----- | ----- | ------ | ------ | ----- | ------ | ------ | ----- | ----- | ----- | ----- | ------ | ----- | ------ | ------ | ----- | ------ |
| −4.3 % | −4.4 % | 6.1 % | 0.4 % | 3.8 % | 1.2 % | 1.8 % | 2.1 % | 3.8 % | −1.0 % | −1.2 % | 3.1 % | −0.9 % | −0.5 % | 0.8 % | 1.3 % | 1.1 % | 1.0 % | −1.1 % | 3.9 % | −3.5 % | −4.1 % | 0.4 % | −4.5 % |

## История

### Колониальная и послевоенная экономика
Начиная с середины 1920-х годов японская колониальная администрация (см. Японская оккупация Кореи) прилагала усилия к развитию промышленности сравнительно богатой полезными ископаемыми и малонаселённой северной части страны, что привело к большому притоку населения на север Корейского полуострова из южных сельскохозяйственных провинций.
Этот процесс закончился после Второй мировой войны, когда после разделения Кореи на зоны оккупации СССР и США около 2 миллионов человек перешли в американский сектор. Тенденция сохранилась после формирования КНДР в 1948 году и после Войны в Корее (1950—1953); на 2015 год население КНДР]] составляет 25 млн человек, тогда как население Республики Корея — около 50 миллионов.
Послевоенное разделение Корейского полуострова создало дисбаланс между природными и людскими ресурсами в обеих странах. Большая часть экономических оценок сводится к тому, что КНДР обладала большим промышленным потенциалом, тогда как в Южной Корее было сосредоточено две трети всей рабочей силы. В 1945 году около 65 % тяжёлой промышленности Кореи находилось на севере, тогда как доля лёгкой промышленности составляла 31 %, доля сельского хозяйства и торговли — 37 % и 18 % соответственно.
Кореевед А. Н. Ланьков отмечает, что после победы коммунистов в КНДР все виды частной деятельности были ликвидированы. С 1957 года в стране была введена карточная система, а с конца 1960-х годов она стала тотальной. С конца декабря 1957 года был введён запрет на торговлю зерновыми на частных рынках. А также указывает, что хотя коммерческая торговля в виде рынков с ограничением ассортимента продаваемых товаров в стране оставалась, пользовались ею относительно немногие и в редких случаях.

### Попытки модернизации
После кубинской революции 1959 года началось развитие отношений между Кубой и КНДР. 29 августа 1960 года между странами были установлены дипломатические отношения, в дальнейшем началось развитие торгово-экономических связей и была создана корейско-кубинская консультативная комиссия по экономическим и научно-техническим вопросам.
После победы на президентских выборах 3 ноября 1970 года в Чили Сальвадор Альенде начал развивать отношения с КНДР. В ноябре 1970 года были установлены консульские и торговые отношения между Чили и КНДР, однако в сентябре 1973 года при поддержке США в Чили произошёл военный переворот, в ходе которого Альенде и ряд его сторонников были убиты, а хунта генерала А. Пиночета разорвала отношения с КНДР.
Основная масса предприятий народного хозяйства КНДР построена при техническом содействии Советского Союза.
В начале 1970-х годов КНДР начала широкомасштабную программу модернизации экономики с помощью импорта западных технологий, особенно в тяжёлой промышленности. К тому времени страна находилась на грани дефолта ввиду сокращения спроса на её товары за рубежом, а также нефтяного кризиса 1970-х годов.
В 1979 году КНДР была способна покрыть свой внешний долг, однако уже в 1980 году в стране случился дефолт: страна была признана банкротом по всем обязательствам, исключая долг Японии. К концу 1986 года долг страны западным кредиторам превысил 1 миллиард долларов; долг социалистическим странам, в основном СССР, достиг 2 миллиардов долларов. Примерно в то же время Япония также объявила о дефолте КНДР. К 2000 году внешний долг КНДР, включая проценты и штрафы, составлял 10-12 млрд долларов США.
В конце XX века рост экономики КНДР замедлился, а во многих отраслях стал отрицательным. К концу 1979 года ВНП на душу населения в КНДР был втрое меньше, чем в Южной Корее. Причин этому было множество, включая проблемы с внешним долгом, уклон экономики в сторону тяжёлой промышленности и ВПК, политическая и, как следствие, экономическая изоляция страны и т. д.
В апреле 1982 года Ким Ир Сен объявил о строительстве новой экономики, в которой упор делался на развитие сельского хозяйства путём рекламации земель (мелиорации) и развития государственной инфраструктуры, в особенности электростанций и транспортной сети.
В сентябре 1984 года КНДР приняла закон о совместных предприятиях, основной целью которого было привлечение иностранного капитала и технологий. В 1991 году КНДР объявила о создании Специальной экономической зоны (СЭЗ) в северо-восточном районе страны (Чхонджин). Инвестиции в СЭЗ потекли с трудом — им препятствовала плохая инфраструктура, бюрократия и невозможность получить гарантии инвестиционной безопасности.

### Экономический кризис 1990-х

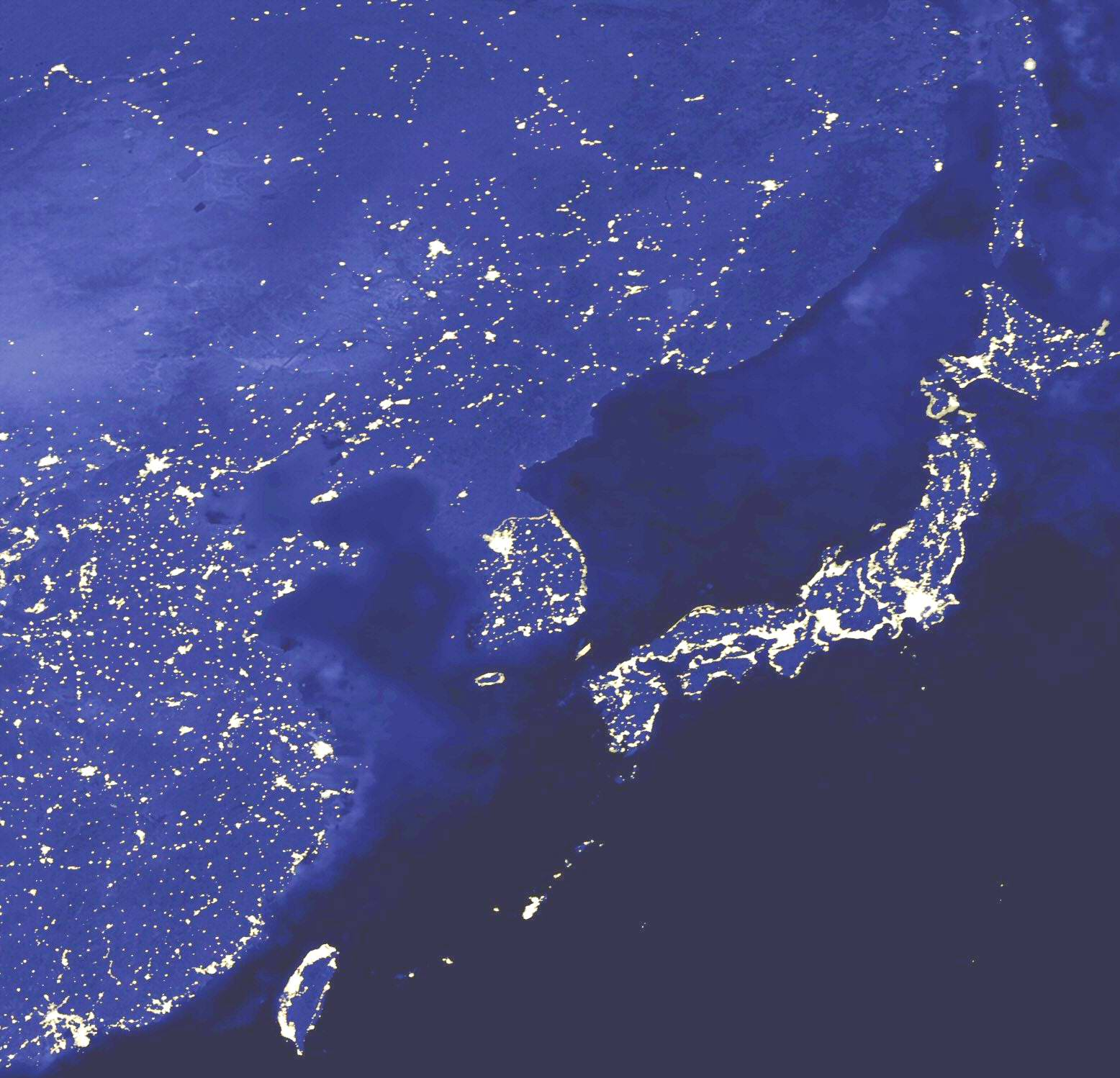
Ночной спутниковый снимок Восточной Азии начала 2000-х годов. КНДР погружена во тьму

После окончания Холодной войны и распада СССР финансовая поддержка со стороны СССР прекратилась, а через несколько лет его примеру последовал Китай. Это, вместе с природными катаклизмами, явилось причиной серьёзного экономического кризиса в истории КНДР. По оценкам международных экспертов, в период между 1992 и 1998 годом северокорейская экономика сократилась вдвое, а значительное количество жителей (цифры из разных источников расходятся) погибло от голода. Кореевед А. Н. Ланьков полагает, что число жертв недоедания составило около 600 тыс. человек.
В декабре 1993 года КНДР объявила о трёхлетнем периоде переходной экономики, в течение которого предполагалось смягчить дисбаланс между отраслями промышленности, направив усилия на развитие сельского хозяйства, лёгкой промышленности и международной торговли. Однако в силу ряда причин планы правительства провалились, а ежегодный недостаток различных видов крупы, прежде всего риса, составил около миллиона тонн. Вдобавок в стране разразился энергетический кризис, что привело к остановке многих промышленных предприятий.

### В начале XXI века

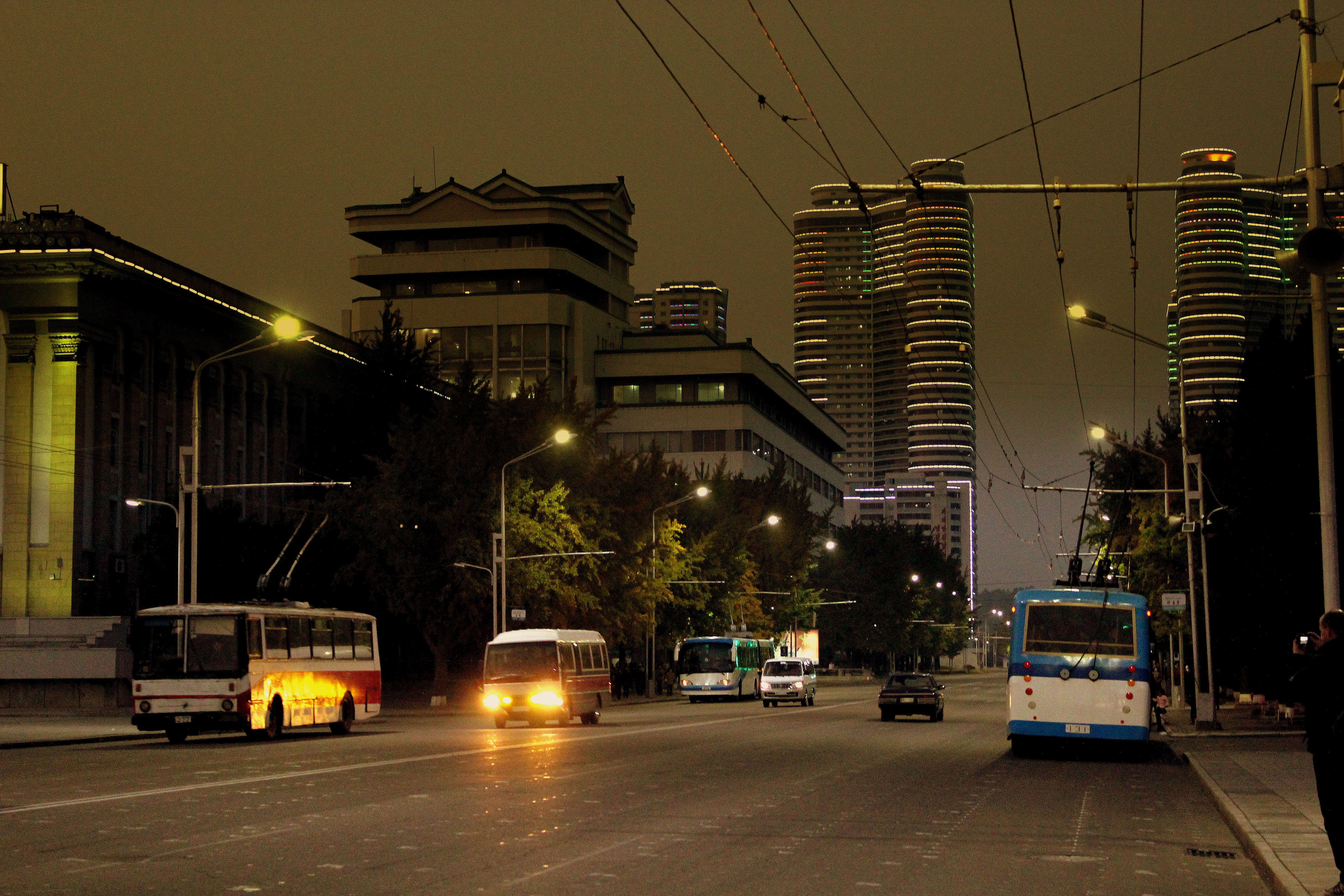
Вечерний Пхеньян. На заднем плане — новостройки 2012 года

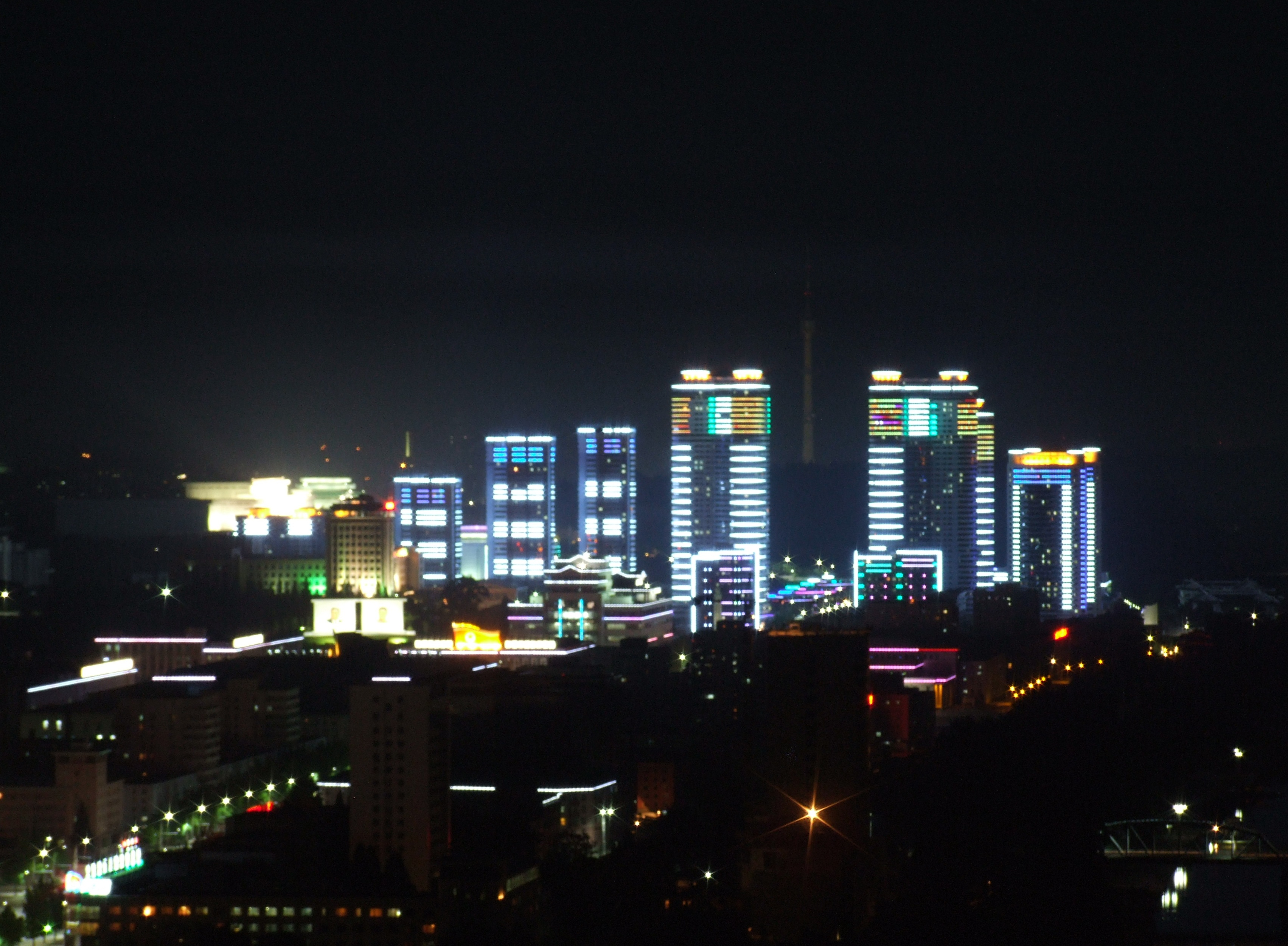
Новостройки Пхеньяна

В 2002 году Ким Чен Ир заявил, что «деньги должны обеспечивать стоимость товаров потребления», после чего были проведены некоторые небольшие рыночные преобразования, создан промышленный регион Кэсон, проведены первые эксперименты по введению на предприятиях хозрасчёта. Китайские инвестиции в экономику КНДР выросли с 1 млн долларов в 2003 году до 200 млн в 2004 г.
До середины 1990-х гг. частная рыночная торговля была крайне слабо развита в КНДР, отчасти из-за исторических традиций (торговцы в конфуцианстве рассматривались как наименее престижная группа населения), отчасти из-за хорошо функционировавшей системы снабжения по карточкам. Однако в связи с экономическим кризисом середины 1990-х, когда неурожаи совпали с остановкой многих промышленных предприятий и природными катаклизмами, начала расти полулегальная рыночная торговля. Попытки властей свернуть её не увенчались успехом из-за растущей коррупции.
С конца 1990-х гг. растёт торговля в приграничных с Китаем районах, через которые в КНДР попадает немало южнокорейской продукции, официально до сих пор запрещённой. Наказания частным торговцам, по сравнению с периодом 10-летней давности, существенно смягчились. Сейчас широко развит нелегальный рынок, основанный на реализации контрабанды из Китая.
Денежная реформа 2009 года была призвана укрепить плановую экономическую систему и уменьшить влияние рынка. Однако, по некоторым данным, реформа привела к резкому росту инфляции и дефициту товаров первой необходимости. В начале 2010 года ответственный за эту реформу председатель государственного планового комитета КНДР Пак Нам Ки был уволен, а в середине марта, по утверждению ряда СМИ, — расстрелян.
В 2011 г. текущий счёт платежного баланса КНДР вышел в плюс и составил 250 млн долл. В 2012 г. сохранилось положительное сальдо внешнеторговых операций.

### Политика Ким Чен Ына
В декабре 2011 года к власти в КНДР пришёл Ким Чен Ын, начавший проведение в стране экономических реформ, аналогичных китайской политике «реформ и открытости»: отношение государства к частному бизнесу стало более лояльным, также была создана сеть специальных экономических зон с целью привлечения иностранных инвестиций.
Одной из первых была проведена аграрная реформа. Она заключалась в переходе к «звеньевому» (фактически семейному) подряду. Одна семья или две живущие рядом семьи получили возможность создать подряд, именуемый «малым звеном». Этому «звену» предоставляется земля для обработки, причём значительная часть полученного урожая остаётся самому «звену». До этого крестьяне работали, получая в качестве оплаты фиксированные пайки. Реформа привела к прорыву в сельском хозяйстве. Уже в первый год её осуществления (2013) был получен рекордный урожай зерновых. В промышленности государственные предприятия были фактически переведены на хозрасчёт, получили значительную самостоятельность и стали строить между собой отношения на рыночной основе.
В то же время успехи аграрной реформы Ким Чен Ына можно объяснить внедрением современных технологий в сельском хозяйстве и активным использованием удобрений, которые увеличили урожай зерновых, а также приоритетной финансовой поддержкой государством сельского хозяйства.

## Сельское хозяйство
Сельскохозяйственная отрасль страдает от недостатка пригодных для обработки земель в стране, бо́льшую часть территории которой занимают горы.
Площадь сельхозземель — 29,1 тыс. км² (на 2009 год).
В среднем на одного жителя республики приходится 0,12 га обрабатываемых земель, что в 3—4 раза меньше, чем в большинстве европейских стран.
По состоянию на 2022 год в КНДР в основном выращивается кукуруза (2,3 млн тонн, урожайность 39 ц/га), рис (2,1 млн тонн, урожайность 42 ц/га), капуста, картофель, батат, фасоль и иные овощи, фрукты — яблоки, груши и персики.
Животноводство КНДР насчитывает 570 тысяч голов крупного рогатого скота, около 4 млн коз, 170 тысяч овец, 2,4 млн свиней, 48 тысяч лошадей.
Объем вылова морепродуктов в 2021 году более 208 тысяч тонн.
В животноводстве: свиноводство, птицеводство.
Увеличение доли сельского хозяйства в ВВП страны в 1990-х стало также следствием активных действий руководства КНДР по поиску собственных источников в производстве продуктов питания.

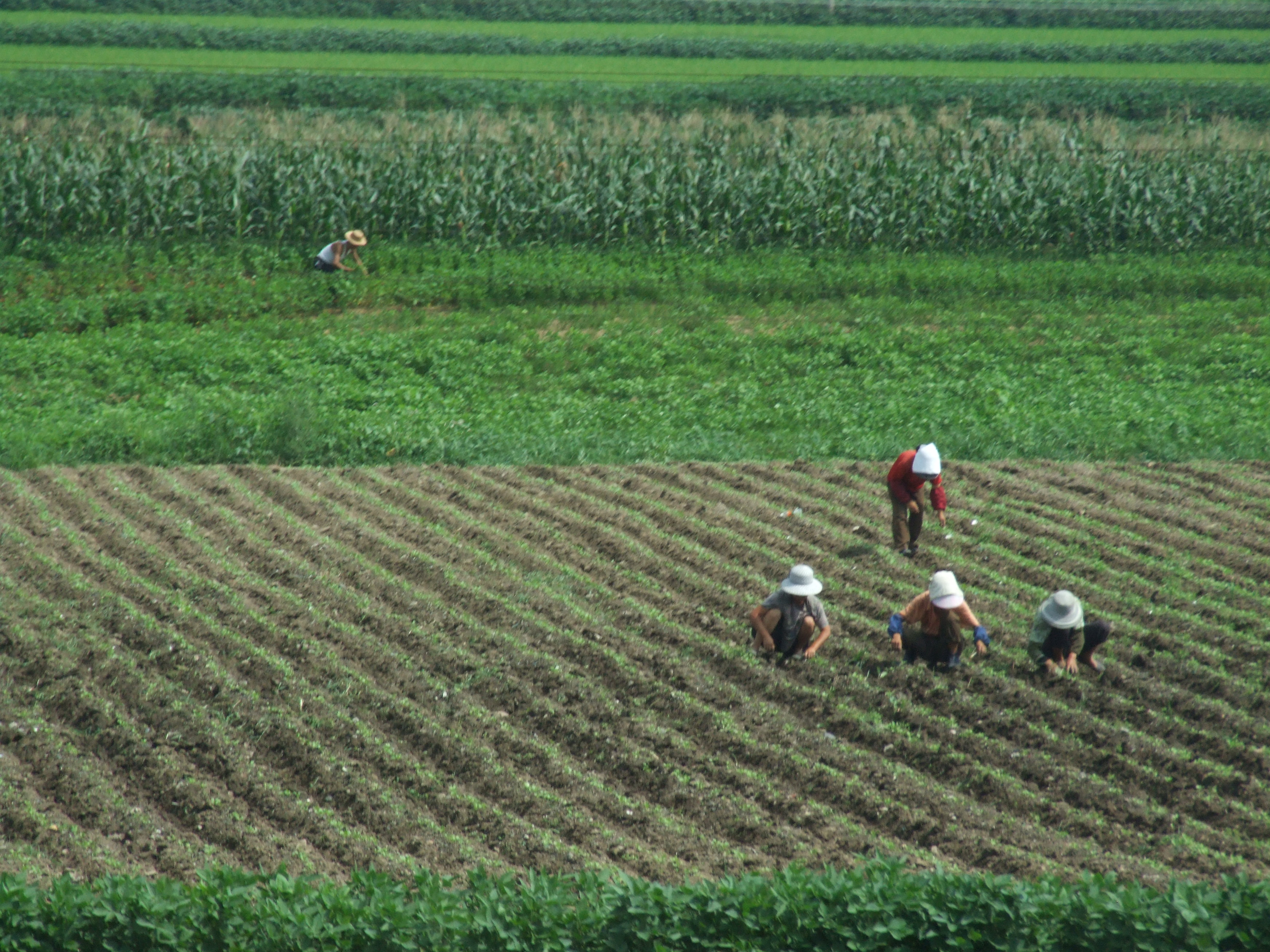
Корейские крестьяне в поле

## Промышленность
Доля промышленности в ВВП в 2002 году — 34 %.
Основные отрасли промышленности: машиностроение, химическая промышленность, добыча полезных ископаемых (каменный уголь, железная руда, магнезиты, графиты, медь, цинк, свинец), металлургия, текстильная промышленность, производство электроэнергии.
Развивается нефтеперерабатывающая (в стране есть два нефтеперерабатывающих завода мощностью по 2 млн баррелей/год) промышленность.
Лесная промышленность: в 2002 году в стране было заготовлено 7,1 млн кубических метров круглой древесины.
В 2013 г., по наблюдениям европейских экспертов, новое руководство сконцентрировалось на развитии лёгкой промышленности.

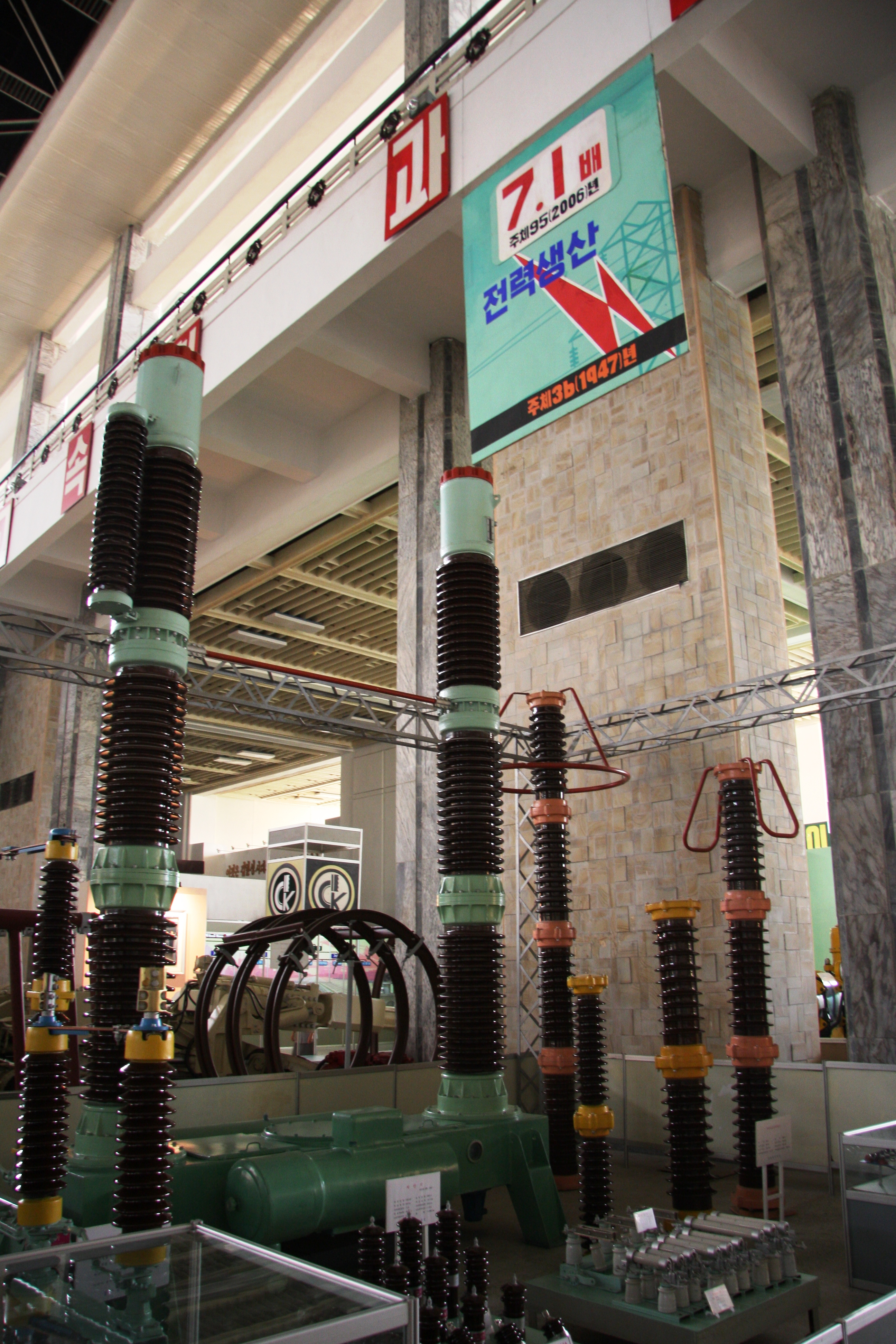
Электроэнергетическое оборудование производства КНДР

### Добывающая промышленность
Алюминиевая промышленность:
- Пукчханский алюминиевый завод в уезде Пукчхан (провинция Пхёнан-Намдо) — первенец алюминиевой промышленности КНДР, построенный при содействии СССР и запущенный в эксплуатацию в 1984 г[40].

### Машиностроение
Собственные станки с ЧПУ КНДР выпускает с 1982 года.
По утверждению Михаила Делягина, Российская Федерация в 2013 г. импортирует из КНДР станки, основанные на моделях, выпускавшихся в СССР и России два десятилетия назад.
Автомобильная промышленность КНДРВ стране выпускают автомобили «Фиат» местной сборки и внедорожники; автозавод «Сынри» (Победа) в Токчоне выпускает грузовики. Помимо автомобилей в КНДР также выпускают автобусы, троллейбусы и трамваи. Работает Пхеньянский троллейбусный завод.

### Электронная промышленность
В 2010 году иностранцы в Пхеньяне сообщали о появлении в продаже и широкой рекламной кампании PDA местного производства.
В 2012 году состоялась презентация местного планшета Achim.
Летом 2013 года был представлен новый планшет Samjiyon.
В ноябре 2013 году северокорейский журнал «Внешняя торговля Корейской народно-демократической республики» разместил рекламу планшета «Рёнхын» на базе процессора А13, имеющего частоту 1 ГГц, 7-дюймовый экран, внутреннюю память 8 ГБ и внешнюю 16 ГБ, массу 300 гр. и время работы без подзарядки до 6 часов.
В 2010 году технологической компанией «Ноыль» была начата, и в 2013 году завершена разработка одноимённого промышленного компьютера типа HMI. Новая модель применяется на Хичхонской ГЭС, металлургическом объединении им. Ким Чхэка и ряде других предприятий.
В августе 2013 года Завод электроники им. 11 мая выпустил первый в стране смартфон «Ариран», работающий на ОС Android.

## Энергетика
В соответствии с данными UNSD (The United Nations Statistics Division — UNdata) и EES EAEC, энергетика страны на конец 2019 года характеризуется следующими основными показателями:
- производство органического топлива — 22 088 тыс. тут;
- общая поставка — 23 685 тыс. тут.

На преобразование на электростанциях и отопительных установках израсходовано 1351 тыс. тут или 5,7 % от общей поставки.
Установленная мощность-нетто электростанций — 8160 МВт, в том числе:
- тепловые электростанции, сжигающие органическое топливо (ТЭС) — 41,2 %,
- возобновляемые источники энергии (ВИЭ) — 58,8 %.

Производство электроэнергии — брутто — 13 579 млн кВт∙ч, в том числе: ТЭС — 18,9 %, ВИЭ — 81,1 %.
Конечное потребление электроэнергии — 10147 млн кВт∙ч, из которого:
- промышленность — 68,2 %,
- транспорт — 3,0 %,
- бытовые потребители — 13,5 %,
- коммерческий сектор и предприятия общего пользования — 5,1 %,
- сельское, лесное хозяйство и рыболовство — 2,0 %,
- другие потребители — 8,2 %.

Показатели энергетической эффективности за 2019 год:
душевое потребление валового внутреннего продукта (в номинальных ценах) — 640 долларов США,
душевое (валовое) потребление электроэнергии — 397 кВт∙ч.
Число часов использования установленной мощности-нетто электростанций — 1506 часов
- Хичхонская ГЭС — каскад ГЭС расположенный в верхнем течении реки Чхончхонган, в 120 км от Пхеньяна. Суммарная мощность — 300 тыс. КВт. Строилась с 2009 года, введена в строй в 2012 г[53].

## Транспорт и связь

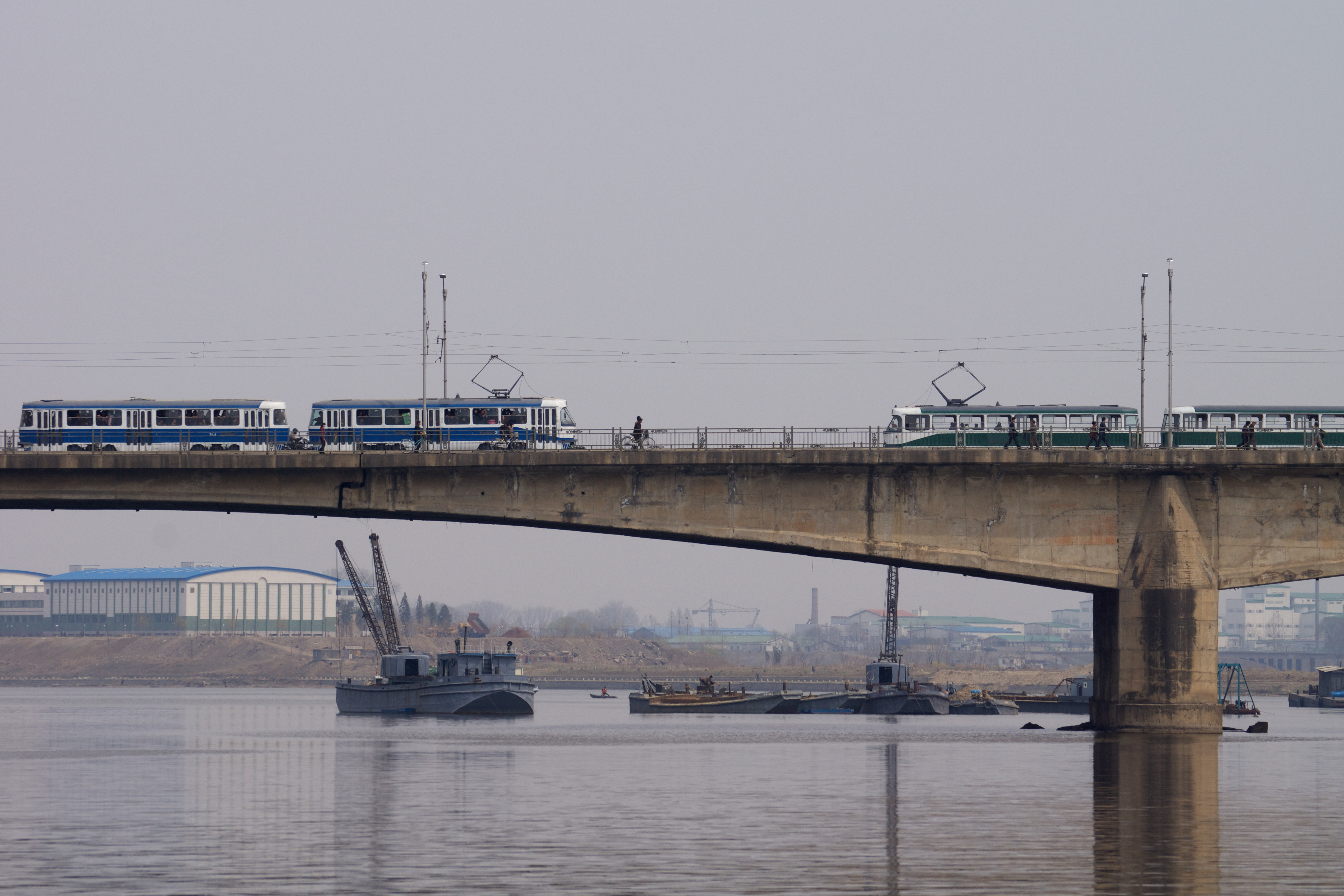
Мост через реку Тэдонган и три вида транспорта: общественный электротранспорт, личный велосипед и грузовые баржи

Национальным авиаперевозчиком является Air Koryo. В 2010 году воздушным транспортом КНДР было перевезено 84 тысячи пассажиров.
- Сунан (аэропорт)

22 сентября 2013 г. состоялось торжественное открытие участка железной дороги Хасан (РФ) — Раджин (КНДР), благодаря чему появился самый протяженный транспортный путь из Европы в Азию длиной более 10 000 километров. В рамках проекта так же был построен новый перегрузочный терминал в порту Раджин, рассчитанный на перевалку 4 миллионов тонн грузов.
Мобильная связь переживает быстрый рост — на 2012 г. число абонентов составило 1 млн, на 2013 — 2 млн чел. В 2011 г. число абонентов мобильной связи — 4,1 на 100 человек населения, стационарных телефонных линий — 4,8 на 100 человек населения.

## Сфера услуг

### Туризм
Политика изоляционизма, долгое время проводимая правительством КНДР, привела к тому, что международный туризм в стране развит слабо.
Однако, с 2000 г. иностранный туризм в КНДР переживает рост, а с 2009 года — резкий рост.
Иностранных туристов в КНДР больше всего привлекают природные достопримечательности и атмосфера в стране.
Для всех иностранцев, за исключением граждан Китая, посещение КНДР возможно только через туристические агентства, аккредитованные в КНДР
Достопримечательности: на территории КНДР находятся два объекта Всемирного наследия ЮНЕСКО — Комплекс гробниц Когурё в районе Пхеньяна и Исторические памятники и объекты города Кэсон.
В экскурсионные программы входят объекты, связанные с деятельностью Ким Ир Сена и Ким Чен Ира, антияпонской революционной борьбой корейского народа и боевыми действиями Корейской войны.
В КНДР развит гастрономический туризм.
Инфраструктура: имеются пляжные курорты, открытые для иностранцев. Также горнолыжный курорт Масик, бальнеологический курорт Рёнган и пр.

## Финансы

### Валюта
Валюта страны — северокорейская вона, равная 100 чонам. Код валюты — KPW. Фискальный год совпадает с календарным.
В истории северокорейской воны было 2 деноминации — в 1959 и 2009 годах.. В 1959 году курс обмена был 100:1, в 2009—100:1 для сумм до 100 тысяч вон, и 1000:1 для сумм, превышавших 100 тысяч вон.

### Бюджет
Общая сумма государственного бюджета официально не оглашается. Для СМИ озвучивается только распределение расходов в процентах на различные отрасли.
По данным Международного института стратегических исследований доля оборонных расходов КНДР относительно ВВП составляет 43 % (около 7,7 млрд долларов, по информации за 2007 год).
По данным Стокгольмского института исследования проблем мира, в 2011 году военные расходы КНДР составили 90 млрд вон.
По данным корейского информагентства ЦТАК, в бюджете за 2013 год расходы распределялись следующим образом:
развитие народного хозяйства, включая сельское хозяйство — 45,2 %
социальные расходы (включая здравоохранение, образование, культуру и спорт) — 38,8 %
национальная оборона — 16 %
В бюджете на 2014 запланировано следующее изменение расходов:
на сельское хозяйство (включая рыболовство) — увеличение на 5,1 %;
на капитальное строительство — на 4,3 %;
на науку и технику — на 3,6 %;
на и сферу тяжелой и легкой промышленности и авангардные отрасли народного хозяйства — на 5,2 %;
на образование — на 5,6 %;
на здравоохранение — на 2,2 %;
на культуру — на 1,3 %;
на социальное страхование и социальное обеспечение — на 1,4 %;
на спорт — на 17,1 %;
расходы на оборону останутся практически на прежнем уровне — 15,9 %.
Также запланировано финансирование стипендий и расходов на учёбу детям корейцев в Японии.
Известно, что КНДР имеет счета за границей.
15 июня 2007 года США подтвердили перевод денег с северокорейских счетов из банка в Макао в российский банк; как сообщает японская телекомпания NHK, представитель американской администрации заявил, что перевод более 20 миллионов долларов был осуществлен через Федеральную резервную систему США и российский ЦБ. Средства переведены в «Далькомбанк» в Хабаровске.

### Обвинения в подделке долларов США
США неоднократно обвиняли КНДР в производстве и сбыте фальшивых американских долларов. Бежавший на Запад зять северокорейского премьера Кан Мун То ещё в 1995 году заявил, что КНДР ежегодно печатает от 8 до 19 млн фальшивых американских долларов и дипломатической почтой отправляет их в Китай и на Ближний Восток, где эти деньги вводятся в оборот. В заявлении Министерства юстиции США (2005) говорится, что «высококачественные фальшивые купюры, которые стали появляться в мировом обороте, начиная с 1989 г., были изготовлены в КНДР при содействии местных властей. Подделки распространялись по всему миру лицами, действующими под прикрытием официальных представителей Пхеньяна».
По данным правительства США, КНДР приступила к подделке долларов в 1989 году и к 2006 году успела напечатать банкноты на общую сумму 50 млн долларов; по некоторым данным (на 2005 год), Пхеньян зарабатывал на сбыте фальшивой американской валюты около 250 млн $ в год.
По информации The Guardian, на 2003 год КНДР ежегодно производит 500 млн фальшивых долларов высокого качества.). Руководство КНДР опровергло эти утверждения. В 2008 году в Южной Корее была задержана партия стодолларовых фальшивок на сумму около 1 млн. В 2010 году отмечали широкое распространение поддельных стодолларовых купюр в приграничных районах КНДР и Китая. Андрей Ланьков в своей статье 2001 года указывал: «в последние годы спецслужбы КНДР стали активно заниматься нелегальной экономической деятельностью. Северокорейцы производят высококачественные фальшивые доллары, которые потом реализуются через страны ЮВА… подобные операции являются для КНДР важным источником валюты».

### Криптовалюты
По данным комиссии экспертов ООН (англ. United Nations Panel of Experts, UNPE), КНДР на постоянной основе практикует взлом криптобирж и похищение криптовалют. По мнению экспертов UNPE, в 2023 году эта активность принесла КНДР половину валютных доходов и более чем в три раза превысила объем экспорта в КНР

## Банковская система
(Данные на 2001 год)
Центральные банки:

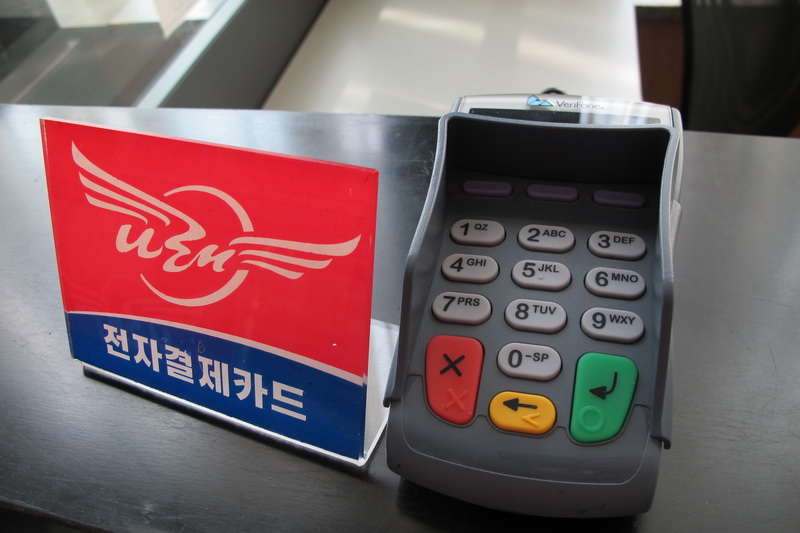
Терминал для пластиковых карт

- Центральный банк КНДР. Основан в 1946 г. Банк правительства, функции — регуляция эмиссии воны КНДР, сбор доходов государства, формирование государственного бюджета, контроль над уровнем заработной платы.
- Внешторгбанк. Основан в 1959 г. Выполняет операции по платежам внешней торговли, с драгоценными металлами и камнями.

Специализированные банки:
- Банк «Кымган». Основан в 1978 г. при Трудовой партии Кореи (ТПК), для обслуживания внешнеторговых операций Торговой компании «Понхва».
- Банк «Тэсон». Основан в 1978 г. при ТПК для обслуживания внешнеторговых операций Торговой компании «Тэсон».
- Банк «Голдстар». Основан в 1982 г. при ТПК как филиал банка «Тэсон». Расположен в Австрии. Профиль — банковские операции в Европе.
- Банк «Чхаигван». Основан в 1986 г. при ТПК для обслуживания внешнеторговых операций торговой компании «Енгаксан». Содержит управленческий фонд Второго экономического комитета. Имеет корреспондентский счет во Внешторгбанке России.
- Банк «Корё». Основан в 1994 г. при министерстве народных вооруженных сил. Профиль — платежи по внешнеторговым операциям, финансирование совместных проектов. Является филиалом Внешторгбанка.
- Банк «Кымсон». Основан в 1994 г. при министерстве народных вооруженных сил.
- Банк «Золотой треугольник». Основан в 1996 г. при министерстве связи как филиал Внешторгбанка в СЭЗ Расон. Профиль — банковские операции, связанными с инвестициями в СЭЗ Расон.
- «Международный почтовый банк». Основан в 1997 г. при ТПК.
- «Банк объединения и развития». Основан в 1991 г. при Кабинете министров КНДР. Исполняет функцию управленческого фонда ТПК.
- «Коммерческий банк Корё». Основан в1988 г. при Кабинете министров КНДР, при участии корейских деловых кругов из США, с целью привлечения иностранных инвестиций в Корею.
- «Совместный банк Чосон». Основан в 1989 г. при участии Ассоциации корейцев Японии («Чхонрён»). Задачи — кредитование совместных предприятий и операции по переводу валюты.
- «Северо-восточный Банк». Основан в 1995 г. в целях инвестирования проектов в экономической зоне «Раджин-Сонбон» (ликвидирован в 2000 г.)
- Банк «Пилигрин-Тэсон». Основан в 1996 г. в целях инвестирования в проекты в ТЭЗ «Раджин — Сонбон». В 2000 г. преобразован в банк «Тэсон».
- Банк «Хваре». Основан в 1997 г. с участием китайской стороны, в целях обслуживания торговых операций между Китаем и КНДР, а также осуществления денежных переводов из Южной Кореи.
- «Синто-банк». Основан в начале 90гг. с участием капитала «Чхонрён»[71].

#### Небанковские финансовые институты
- «Международная страховая компания Чосон». Основана в 1957 г. совместно с банком «Чхонрён» для страхования морских и авиаперевозок грузов.
- Трастовая финансовая компания «Чеиль». Основана в 1992 г. при министерстве народных вооруженных сил. Профиль — операции с иностранной валютой, по продаже драгоценных металлов и камней для организаций, подведомственных министерству[71].

## Специальные экономические зоны
В сентябре 1984 года КНДР приняла закон о совместных предприятиях, основной целью которого было привлечение иностранного капитала и технологий.
В 1991 году КНДР объявила о создании Специальной экономической зоны (СЭЗ) в северо-восточном районе страны (портовый город Чхонджин); однако инвестиции в СЭЗ потекли с трудом — им препятствовала плохая инфраструктура, бюрократия и невозможность получить гарантии инвестиционной безопасности.
Кроме промышленного района Кэсон и туристического района Кымгансан (с 2002), в КНДР были созданы и другие особые зоны.
- Регион специального управления Синыйджу на северо-западе страны (у границы с Китаем) * СЭЗ «Расон» на северо-востоке страны (у границ с Китаем и Россией) — регион получил статус особой экономической зоны в 1991 году; своё название получил в 2000 году. В январе 2011 года присвоен статус «особого города», где большая часть ограничений на ведение бизнеса снята.
- СЭЗ «Раджин-Расон»

После 2011 года, с приходом к власти Ким Чен Ына, была создана сеть специальных экономических зон[каких?] с целью привлечения иностранных инвестиций.

## Внешнеэкономические отношения

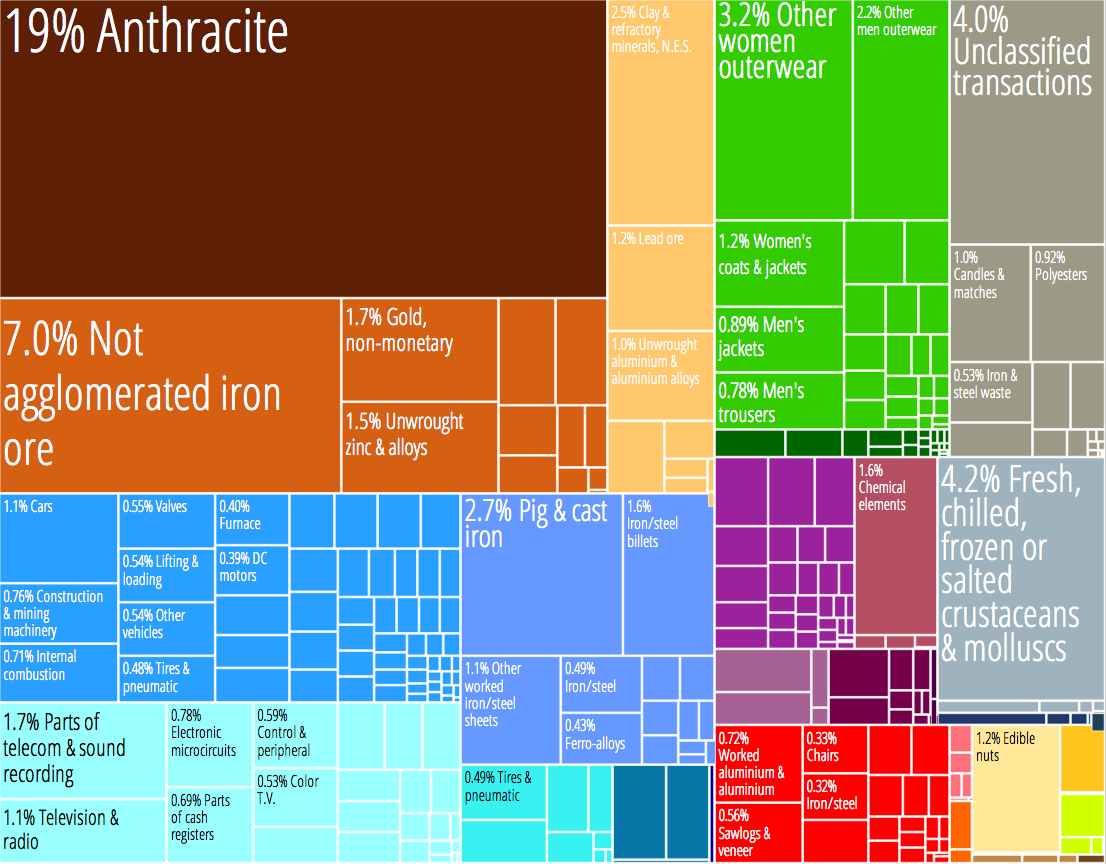
Товарная структура экспорта КНДР за 2009 год

Внешние экономические отношения в КНДР регулируются Законом о совместных предприятиях (1984), Законом об иностранных инвестициях (1992), Законом о внешнеэкономических договорах, Законом об аренде земли и другими нормативными актами.
В 1991 г. создана первая специальная экономическая зона (СЭЗ).
Для создания совместных предприятий иностранные инвесторы могут получать земельные участки в аренду их предприятиям сроком до 50 лет.

Препараты из женьшеня — одна из статей экспорта КНДР в РФ

КНДР поддерживает торговые связи более чем со 100 странами. Ключевым торговым партнёром КНДР является соседний Китай, на который приходится большая часть как экспорта, так и импорта страны.
При сохранении бесспорного доминирования Китая, северокорейский рынок осваивается и европейскими предпринимателями. Ряд иностранных компаний, ведущих бизнес в КНДР, объединён в Ассоциацию европейского бизнеса (ЕВА) в Пхеньяне.
Дважды в год в Пхеньяне проводятся Международные выставки-ярмарки с участием европейских и других предприятий
В 2000-е годы наблюдался устойчивый рост экспорта и импорта КНДР: с 1999 по 2011 год экспорт товаров из КНДР вырос в 6 раз, а импорт — в 4 раза.
Объём товарооборота в 2008 году составил 2,8 млрд долларов.
Только за 2013 год импорт сырой нефти из Китая в КНДР увеличился на 11,2 % и составил 578 тысяч тонн. В целом же товарооборот между КНДР и Китаем вырос за 2013 год на 8,9 %, составив 6,54 млрд долларов. При этом экспорт в Китай северокорейских товаров вырос на 18 % и составил 2,91 млрд долларов.
Объёмы международной помощи постепенно сокращаются по мере того, как продовольственная ситуация в КНДР нормализуется. В 2011 г. помощь от Всемирной продовольственной программы составила около 46 000 тонн при общем объёме потребления только по рису около 5—6 миллионов тонн.

### Экономические связи с Южной Кореей

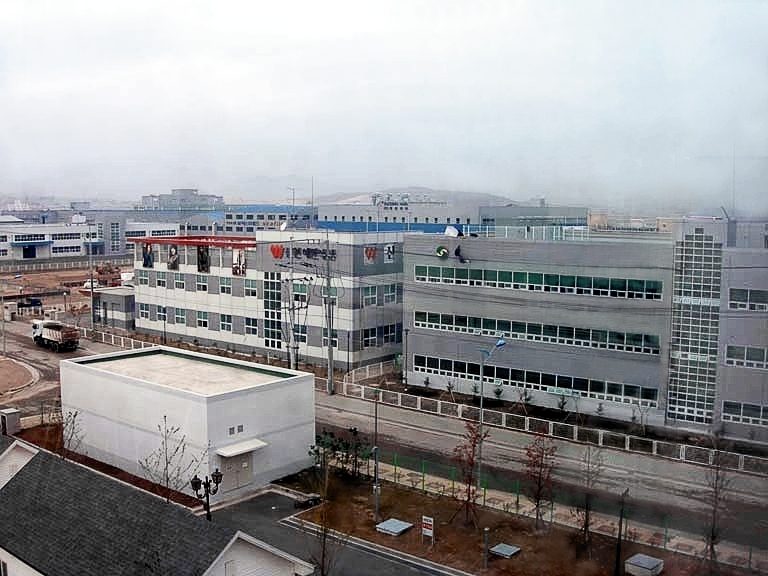
Фабрики промышленного района Кэсон

В послевоенной истории экономические связи между Северной и Южной Кореей то ослаблялись, то снова налаживались. В начале XXI века отношения между странами потеплели, что привело к значительному росту инвестиций южнокорейских фирм в северокорейскую промышленность. Однако, несмотря на это, экономические связи между двумя странами всё ещё довольно слабы.
После того, как правительство Южной Кореи в 1988 г. разрешило торговлю с северным соседом, в Южную Корею стали импортироваться северокорейские товары. Прямая торговля между странами началась после 1990 года (этому предшествовало совещание премьер-министров обеих стран). Объём торговли между странами вырос с 18,8 миллиона долларов в 1989 до 333,4 миллиона в 1999 году.
В начале XXI века президент южнокорейской корпорации Daewoo посетил КНДР и достиг договорённости о строительстве промышленного комплекса в Нампхо. Другая крупная корпорация, Hyundai Asan получила разрешение на туристический бизнес в КНДР — туристы доставляются в прибрежный район Кымгансан (см. Туристический регион Кымгансан). Кроме того, в районе города Кэсон на площади в 3,2 км² около Демилитаризованной зоны (ДМЗ) был возведён промышленный регион Кэсон стоимостью более 1 млрд долларов США.
После саммита между Ким Чен Иром и Ким Дэ Джуном в 2000 году Северная и Южная Корея договорились восстановить железнодорожный участок Сеул — Пхеньян, пересекающий ДМЗ. Также две стороны заявили о планах постройки четырёхполосной автострады, проходящей мимо деревни Пханмунджом (где была закончена Корейская война); после окончания этого проекта промышленный парк в Кэсоне получит прямой доступ к рынкам и портам Южной Кореи.
Однако в 2010 году, после ряда военных инцидентов и особенно обстрела южнокорейского острова артиллерией КНДР, экономическое сотрудничество было практически прекращено.

### Экспорт
Основу экспорта (2022 год) составили полезные ископаемые (41,3 %, или 65,71 млрд $), сталь и изделия из металла (19,3 %).

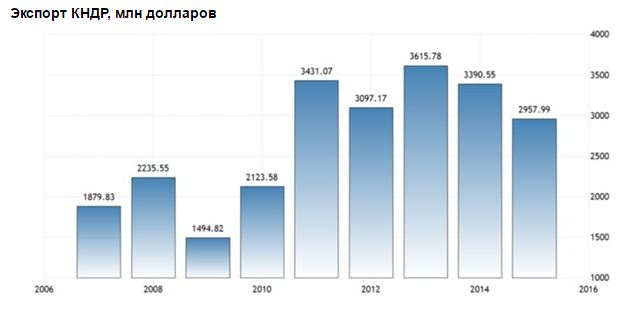
Экспорт КНДР 2007—2015

По данным Всемирного банка, в 2011 году объём экспорта товаров составлял 3,7 млрд долларов США
По данным «Вести. Экономика», объём экспорта товаров составлял:
- $ 3160,74 млн (2007),
- $ 4305,40 млн (2008),
- $ 3993,05 млн (2009),
- $ 3623,35 млн (2010),
- $ 3789,24 млн (2011),
- $ 4203,12 млн (2012),
- $ 4368,01 млн (2013),
- $ 4051,64 млн (2014),
- $ 3434,66 млн (2015).

В экспорте КНДР преобладают морепродукты (по улову рыбы и других морепродуктов страна входит в первую двадцатку в мире) — 24,4 % от общего объёма экспорта; изделия текстильной промышленности— 21,6 %; машины, оборудование, электротехника — 15,1 %; металлы — 9,3 %; полезные ископаемые (антрацит и др.) — 7,8 %; продукция химической промышленности — 6 %.
Также статьями экспорта из КНДР являются женьшень и другие препараты традиционной медицины.
На внешнем рынке известно оружие КНДР, которое, как правило, является творческим развитием советских или китайских образцов. Продукция ВПК КНДР пользуется спросом в странах Третьего мира, как правило, тоже находящихся под эмбарго, благодаря чему страна остается одним из мировых экспортеров оружия.
Основные торговые партнёры: Китай 60 %, Бразилия 6,2 %, Нидерланды 4,3 %, Египет 3,5 % (2010 г.).

### Импорт

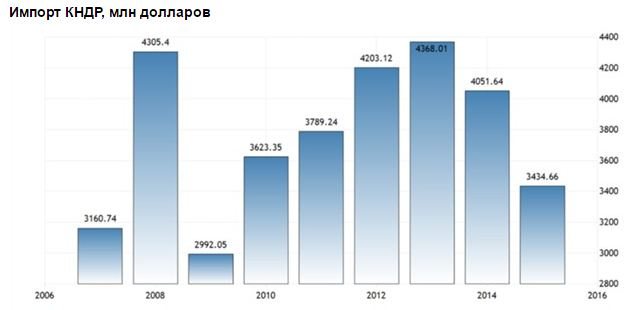
Импорт КНДР 2007—2015

Объём импорта товаров — 4,8 млрд долларов США (2011).
Главные предметы импорта: нефть, каменный уголь, машиностроительная продукция, металлы, текстиль, злаковые культуры.
Одним из постоянных партнёров КНДР в СНГ остается Белоруссия, у которой Корея покупает тракторы, грузовые автомобили и комплектующие к ним. В свою очередь, для их производства Беларусь использует импортируемые из КНДР аккумуляторы.

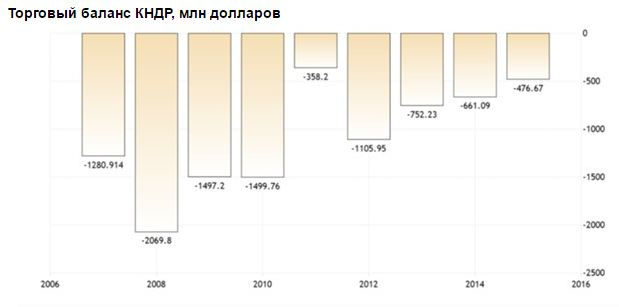
Торговый баланс КНДР 2007—2015

Основные торговые партнёры (2010):
Китай 81 %,
Египет 9,6 %,
Индия 1,1 %,
Доминиканская Республика 1,1 %,
Россия 0,8 %.

### Внешний долг
Внешний долг — 20 миллиардов долларов (2012).
Государственный долг перед СССР составил 11 млрд долларов, более 90 % долга Россия списала.

### Влияние санкций и экономической блокады
Развитие экономики КНДР осложняют санкции и законодательные ограничения, введённые в отношении страны. По состоянию на 7 марта 2022 года против КНДР были введены 2077 санкций, по состоянию на 23 февраля 2023 года — 2133 санкции.
Товары северокорейского происхождения не могут быть импортированы в США прямо или косвенно без предварительного уведомления и согласования Управления по контролю за иностранными активами (OFAC) Министерства финансов США.
В мае 2006 года OFAC запретило гражданам США «владение, лизинг, операции или страхование любого судна под флагом Северной Кореи».
С 2006 года введён запрет на заход в японские порты судов под флагом КНДР.
Известны случаи попыток ареста со стороны США активов КНДР «по подозрению в отмывании денег», Так, в 2007 г в банке Макао были арестованы 25 миллионов долларов, которые были возвращены Корее только после угрозы выхода из Шестисторонних переговоров и вмешательства китайского и российского МИД.
КНДР с 2002 года отказалась от доллара и её официальной внешнеторговой валютой является евро. Осенью 2012 года СМИ опубликовали слова заместителя министра внешней торговли КНДР Су Кир Бока о намерениях начать использование во внешнеторговых расчетах российского рубля и китайского юаня.
Ближайшие соседи КНДР — Япония и Южная Корея — запрещают поставки в страну таких товаров, как шампунь и подержанные пианино для музыкальных школ, объявляя их «предметами роскоши» (к категории «предметов роскоши» причисляются также автомобили, аудио- и видеооборудование, алкоголь, кофе, косметика, говядина и рыба высших сортов).
С 2006 года существует запрет на импорт в Японию любых товаров из КНДР и заход в японские порты судов под флагом КНДР.
Запрещен ввоз в страну подержанных компьютеров как «товаров двойного назначения», которые могут применяться для создания ядерного оружия.
Европейская гуманитарная организация (European Union programme support, EUPS), ведущая благотворительные проекты в КНДР, в своё время не смогла поставить предназначенные для энергообеспечения больниц сельских районов КНДР солнечные батареи — они тоже подпадали под санкции.

## Трудовые ресурсы
Трудовые ресурсы страны составляют 12,2 млн человек.
Рабочая сила по секторам экономики (2012):
- сельское хозяйство — 23,3 %
- промышленность — 42,9 %
- сфера услуг — 33,8 %.

Безработица по данным Всемирного банка на 2023 год составляла 3 %.
Характеризуется наличием трудовых лагерей. Практикуются т. н. «трудовые битвы» — в течение этого времени отменяются отпуска, выходные, рабочие живут на предприятиях, все производства работают круглые сутки. Последняя трудовая битва началась в 2009 году и должна была продолжаться 150 дней.
По словам беженцев, большинство работоспособного населения КНДР неофициально зарабатывает в частном секторе из-за низкой оплаты труда на государственных предприятиях.
Рабочие из КНДР в России...{{План}}

### Комментарии
1. ↑  Оценка Банка Кореи (Южная Корея)
2. ↑  Данные приведены в долларах США 2015 года. КНДР не публикует достоверные данные по ВВП; приведённые оценки основаны на работе Ангуса Мэддисона для ОСЭР, считавшей паритет покупательной способности (ППП); данные для 1999 года экстраполированы на 2015 при помощи реальных темпов роста ВВП КНДР и фактора инфляции, опирающегося на дефлятор ВВП США, а затем округлены до ближайших 10 млрд долларов США[2].
3. ↑  Сравнимый душевой доход (эквивалент 1700—1800 долл./год) имеют Южный Судан, Гамбия и Зимбабве.
4. ↑  ВВП КНДР в номинальном исчислении существенно меньше. ВВП страны, по оценке журнала The Economist, в номинальном исчислении составляет 2 % (два процента) от ВВП Южной Кореи («How to avoid nuclear war with North Korea» Архивная копия от 3 августа 2017 на Wayback Machine, The Economist, 5.08.2017)
5. ↑  В 2023 году работа комиссии была прекращена посредством вето, наложенного Россией в Совете безопасности ООН[68][69]
6. ↑  21 февраля 2025 года подверглась взлому криптобиржа ByBit; было похищено более 400 тыс единиц криптовалюты Ethereum, что эквивалентно примерно 1,5 млрд долларов США[70]. По мнению экспертов по кибербезопасности ФБР, атака связана с северокорейской хакерской группировкой Lazarus, которая ранее совершала крупные взломы в криптовалютной индустрии[68].

### Сноски
1. ↑  CNBC. North Korea's 2016 economic growth climbs to 17-year high despite sanctions targeting nuclear program. CNBC (20 июля 2017). Дата обращения: 10 июня 2018. Архивировано 12 мая 2019 года.
2. 1 2 3 4 5 6  Korea, North. CIA.gov. Central Intelligence Agency. Дата обращения: 27 апреля 2020. Архивировано 12 августа 2015 года.
3. ↑  Labor force, total – Korea, Dem. People's Rep. data.worldbank.org. World Bank. Дата обращения: 27 апреля 2020. Архивировано 8 июня 2020 года.
4. 1 2  Unemployment Total (estimate) Korea, Dem. People's Rep. World Bank. Дата обращения: 1 мая 2023. Архивировано 25 мая 2019 года.
5. 1 2  Gross Domestic Product Estimates for North Korea in 2023. Bank of Korea (26 июля 2024). Дата обращения: 27 июля 2024. Архивировано 27 июля 2024 года.
6. 1 2  North Korea. The Observatory of Economic Complexity (2015). Дата обращения: 4 мая 2018. Архивировано 23 января 2019 года.
7. 1 2  N.Korea Struggling Under Mountains of Foreign Debt. The Chosun Ilbo (English Edition): Daily News from Korea (19 января 2012). Дата обращения: 31 марта 2012. Архивировано 21 февраля 2012 года.
8. 1 2 3 4  Ланьков А. Н. Естественная смерть корейского сталинизма // Полит.ру, 22.02.20107 / Архивировано 17 апреля 2013 года.
9. 1 2  «The world factbook. Country Comparison». Дата обращения: 6 мая 2010. Архивировано 24 апреля 2013 года.
10. 1 2  Состояние экономики Корейской Народно-Демократической Республики// Страноведческий каталог Факультета Международного бизнеса ОмГУ. Дата обращения: 10 января 2013. Архивировано 15 марта 2013 года.
11. ↑    - Кирьянов О. Джеймс Моррис: данные о миллионах жертв голода в КНДР не соответствуют действительности Архивная копия от 27 декабря 2008 на Wayback Machine // Сеульский вестник, 22.09.2005
  - EUPS: в Северной Корее нет голода и нищеты Архивная копия от 2 октября 2013 на Wayback Machine // Газета.ру, 05.04.2010
  - Ланьков А. Н. Андрей Ланьков Голодает ли Северная Корея? О северокорейском экономическом росте Архивная копия от 9 августа 2013 на Wayback Machine // Slon.ru, 29.04.2011
  - Ланьков А. Н. не выиграл, а проиграл, и не «Волгу», а велосипед // Живой Журнал, 12.01.2013
  - ООН: Голод в КНДР — выдумка Архивная копия от 3 ноября 2016 на Wayback Machine // NEWSru.com, 14.05.2013
12. ↑  Харрис Б. Как Северная Корея переходит к капитализму // Ведомости, 30.06.2017 (перевод статьи из Financial Times) / Архивная копия от 30 июня 2017 на Wayback Machine
13. ↑  Андрей Ланьков. Дипломатические перемены опровергают преемственность в Северной Корее - Diplomatic shifts belie continuity in North Korea | East Asia Forum (англ.). eastasiaforum.org. East Asia Forum (12 июля 2024). Дата обращения: 8 октября 2024. Архивировано 12 июля 2024 года.
14. ↑  Андрей Ланьков. Северная Корея снова стала отшельническим королевством - North Korea a hermit kingdom again (англ.). east asia forum. Архивировано 9 марта 2024 года.
15. ↑  Ким Чен Ын вновь открывает в себе любовь к централизованному планированию - Kim Jong Un rediscovers his love of central planning (англ.) // The Economist. — 2021. — ISSN 0013-0613. Архивировано 6 августа 2025 года.
16. 1 2 3  Ланьков А. Н. Возрождение рыночной экономики в Северной Корее. Август 2015. — М., 2015. — 18 с. — 300 экз. Архивировано 19 февраля 2018 года.
17. ↑  Ким Чен Дэн. Почему Северная Корея встала на путь рыночных реформ // Московский Центр Карнеги. Дата обращения: 2 июля 2017. Архивировано 6 июля 2017 года.
18. ↑  «Чувство ужаса сильнее пули» Закрытие Северной Кореи 2018–2023 - “A Sense of Terror Stronger than a Bullet” | Human Rights Watch (англ.) // Хьюман Райтс Вотч. — Human Rights Watch, 2024-03-07. Архивировано 6 августа 2025 года.
19. ↑  О, Ик Чже. Счастливое число 12 и будущее нации. Кымсугансан (июль 2009). Дата обращения: 3 ноября 2009. Архивировано из оригинала 22 июня 2013 года.
20. ↑  Хан, Син Э. Еще более прославляя достоинство Родины. Кымсугансан (сентябрь 2009). Дата обращения: 3 ноября 2009. Архивировано из оригинала 22 июня 2013 года.
21. ↑  «С новым вождем!» Архивная копия от 10 декабря 2013 на Wayback Machine // Лента.ру, 12.01.2012
22. 1 2  Мозжухин А. «Северная Корея уже давно не заповедник сталинизма» Архивная копия от 22 мая 2015 на Wayback Machine // Лента.ру, 11.03.2015
23. ↑  Андрей Ланьков: О чем рассказывают беженцы из Северной Кореи". Дата обращения: 30 января 2016. Архивировано из оригинала 30 января 2016 года.
24. ↑  Центр новостей ООН - Глава ООН призвал доноров прийти на помощь северокорейцам. ООН. Дата обращения: 7 июня 2015. Архивировано 31 марта 2016 года.
25. ↑  Ланьков А.. Коммерция при Ким Ир Сене. Полит.ру (9 августа 2014). Дата обращения: 2014-8-19. Архивировано 12 августа 2014 года.
26. ↑  Корейская Народно-Демократическая Республика // Страны мира: краткий политико-экономический справочник. М., Политиздат, 1972. стр.160-163
27. ↑  Чили // Ежегодник Большой Советской Энциклопедии, 1971 (вып. 15). М., «Советская энциклопедия», 1971. стр.410-412
28. ↑    - Реформатора экономики КНДР казнили // Росбалт, 18.03.2010
  - Бывшего председателя Госплана КНДР казнили по обвинению в диверсии Архивная копия от 23 мая 2010 на Wayback Machine // Лента.ру, 18.03.2010
29. ↑  Marcus Noland. North Korea: Witness to Transformation. Hugely important: North Korea running a current account surplus? Peterson Institute for International Economics (March 18th, 2013). Дата обращения: 19 июля 2013. Архивировано из оригинала 2 октября 2013 года.
30. ↑  Профицит платежного баланса Северной Кореи. IGT. Институт глобальных трансформаций (20 марта 2013). Дата обращения: 19 июля 2013. Архивировано из оригинала 16 февраля 2016 года.
31. ↑  Ланьков А. Н.Северокорейский бизнес в эпоху Ким Чен Ына: тихая поступь перемен. // Московский центр Карнеги, 19.02.2016 / Архивная копия от 2 декабря 2016 на Wayback Machine
32. 1 2  Ланьков А. Н. Ким Чен Дэн. Почему Северная Корея встала на путь рыночных реформ // Московский центр Карнеги, 20.02.2015 / Архивная копия от 6 июля 2017 на Wayback Machine
33. 1 2  Толорая Г. Д., Яковлева Л. Н. Экономическая стратегия КНДР после VII съезда Трудовой партии Кореи: выводы для России Архивная копия от 9 августа 2017 на Wayback Machine // Вестник Института экономики Российской академии наук № 4. 2016. С. 7—19
34. 1 2  Gray K., Lee J. W. Following in China’s footsteps? The political economy of North Korean reform Архивная копия от 14 августа 2017 на Wayback Machine //The Pacific Review. — 2017. — Т. 30. — №. 1. — С. 51-73.
35. ↑  Северная Корея увеличила урожай зерновых благодаря новым технологиям. Российская газета (23 ноября 2012). Дата обращения: 24 мая 2024. Архивировано 24 мая 2024 года.
36. ↑  Глушко А. А., Рябинина Л. И. Территориальная организация хозяйства стран АТР. — Владивосток: Дальневосточный государственный университет, 2003. — С. 101. — 173 с.
37. 1 2 3 4 5 6 7  The World Bank Databank — Create Widgets or Advanced Reports and Share. Дата обращения: 10 января 2013. Архивировано 2 октября 2013 года.
38. ↑  ФАО, Продовольственная и сельскохозяйственная организация ООН. Дата обращения: 20 июня 2024. Архивировано 14 ноября 2021 года.
39. ↑  Лидер КНДР укрепляет гражданский сектор экономики, сконцентрировав усилия на развитии легкой промышленности
40. ↑  Развитие и размещение хозяйства Архивная копия от 7 июля 2023 на Wayback Machine // geography.su
41. ↑  У первого станка с технологией CNC Архивная копия от 14 сентября 2014 на Wayback Machine // Корея сегодня, 20013, № 12, с. 7.
42. ↑  В ловушке импорта. Без чего останется Россия, если «завтра война»? Дата обращения: 29 ноября 2013. Архивировано из оригинала 2 декабря 2013 года.
43. ↑  Состояние экономики Корейской Народно-Демократической Республики Архивная копия от 15 марта 2013 на Wayback Machine // Страноведческий каталог Факультета Международного бизнеса ОмГУ
44. ↑  «Автомобили, сделанные в Северной Корее». Дата обращения: 5 марта 2024. Архивировано 4 октября 2023 года.
45. ↑  Северная Корея выпустила первый PDA Архивная копия от 31 декабря 2014 на Wayback Machine.
46. ↑  North Koreans love their Achim Android tablet Архивная копия от 30 июля 2013 на Wayback Machine.
47. ↑  В КНДР выпустили планшет с браузером, но без Wi-Fi Архивная копия от 3 декабря 2013 на Wayback Machine.
48. ↑   Архивная копия от 18 января 2014 на Wayback Machine // Naenara
49. ↑  В смешанной технологической компании «Ноыль». // naenara.com.kp. Дата обращения: 2014-1-16.
50. ↑  КНДР разработала свой собственный смартфон Ариран Архивная копия от 15 августа 2013 на Wayback Machine.
51. ↑  Energy Statistics Database (англ.). UNdata. A world of information (май 2022). Дата обращения: 12 июня 2022. Архивировано 13 августа 2021 года.
52. ↑  Энергетика Северной Кореи. EES EAEC. Мировая энергетика. Дата обращения: 12 июня 2022. Архивировано 12 июня 2022 года.
53. ↑  КНДР ввела в строй новую ГЭС Архивная копия от 7 июля 2023 на Wayback Machine // РГ, 6.04.2012
54. ↑  Президент ОАО «РЖД» Владимир Якунин и министр железных дорог КНДР Чон Гиль Су открыли после реконструкции железнодорожную линию Хасан — Раджин. Дата обращения: 30 сентября 2013. Архивировано 4 марта 2016 года.
55. ↑  Число абонентов 3G-сетей Северной Кореи достигло 2 млн. Дата обращения: 14 июля 2013. Архивировано 22 мая 2013 года.
56. ↑  Северная Корея деноминировала национальную валюту Архивная копия от 4 февраля 2010 на Wayback Machine // Lenta.ru, 30.11.2009
57. 1 2  Спелова П.Корея большая и маленькая Архивная копия от 29 мая 2010 на Wayback Machine // Взгляд.ру, 26.05.2010
58. ↑  조선중앙통신. Дата обращения: 11 апреля 2014. Архивировано 4 марта 2017 года.
59. ↑  Назван банк, куда переведены деньги с замороженных счетов КНДР // РБК, 15.06.2007 / Архивная копия от 17 июня 2007 на Wayback Machine
60. ↑  Грант А.Пхеньянские фальшивомонетчики // Зеркало недели, 31.05.1996
61. 1 2  Чижов А. КНДР штампует баксы на конвейере Архивная копия от 25 марта 2010 на Wayback Machine // Утро.ру, 14.10.2005
62. ↑  Наркотики и фальшивые доллары спасают экономику Северной Кореи Архивная копия от 18 августа 2017 на Wayback Machine // Newsru.com, 20.01.2003
63. ↑  В Лас-Вегасе появились фальшивые доллары северокорейского производства. Дата обращения: 25 мая 2007. Архивировано 13 октября 2007 года.
64. ↑  Arrest ties Pyongyang to counterfeit $100 bills (англ.). The Washington Times (20 сентября 2005). Дата обращения: 15 октября 2011. Архивировано из оригинала 3 октября 2016 года.
65. ↑  У Кореї з"явилися ідеальні фальшиві долари // Gazeta.ua, 11.11.2008
66. ↑  КНДР ответила на новые $100 лавиной поддельных банкнот. Дата обращения: 24 декабря 2011. Архивировано из оригинала 15 сентября 2012 года.
67. ↑  Спецслужбы Северной Кореи Архивная копия от 7 марта 2008 на Wayback Machine, апрель 2001&#93
68. 1 2 3  Why are North Korean hackers such good crypto-thieves?, The Economist, Mar 19th 2025
69. ↑  Russia Just Gutted the UN Panel of Experts on North Korea – What Now?, RUSI, 3 April 2024
70. ↑  Биржу Bybit взломали, похищено $1,5 млрд в Ethereum. РБК (22 февраля 2025). Дата обращения: 22 февраля 2025.
71. 1 2  БИЗНЕС С КНДР. Экономика и связи с Россией в 1999—2001 гг. Дата обращения: 9 января 2013. Архивировано 30 июня 2012 года.
72. ↑  Северная Корея как перспективный торговый партнер
73. 1 2  .The Observatory | Where does Korea, Dem. Rep. export to? (2010) Архивная копия от 2 июля 2013 на Wayback Machine
74. 1 2  The Observatory | Where does Korea, Dem. Rep. import from? (2010). Дата обращения: 10 января 2013. Архивировано из оригинала 3 июля 2013 года.
75. ↑  агентство «Феникс» (недоступная ссылка)
76. ↑  Бизнес Консалтинг (KBC) (недоступная ссылка)
77. ↑  Daedong Credit Bank. Дата обращения: 9 марта 2022. Архивировано 27 апреля 2011 года.
78. ↑  Ассоциациия Европейского бизнеса (ЕВА) в Пхеньяне. Дата обращения: 14 июля 2013. Архивировано 5 января 2015 года.
79. ↑  Pyongyang Spring International Trade Fair 13~16th May 2013. Дата обращения: 14 июля 2013. Архивировано 3 ноября 2013 года.
80. ↑  Импорт нефти из Китая в КНДР вырос в 2013 году на 11,2 %. Дата обращения: 16 февраля 2014. Архивировано 22 февраля 2014 года.
81. ↑  World Food Programme. Дата обращения: 30 сентября 2013. Архивировано из оригинала 6 июня 2013 года.
82. ↑  Объем внешней торговли КНДР в 2022 году вырос на 122,3 % Архивная копия от 8 сентября 2023 на Wayback Machine — TASS 2023
83. ↑  Кто и как финансирует режим Ким Чен Ына? vestifinance.ru. "Вести. Экономика". Дата обращения: 18 апреля 2017. Архивировано 18 апреля 2017 года.
84. 1 2  Глоба Г.Северная Корея как перспективный торговый партнер // Хвиля, 16.07.2013
85. ↑  KBS WORLD Radio
86. ↑  The Observatory | What does Korea, Dem. Rep. export? (2010). Дата обращения: 10 января 2013. Архивировано из оригинала 17 апреля 2013 года.
87. ↑  Елькова О. Компания Абрамовича подзаработает в Северной Корее Архивная копия от 25 сентября 2013 на Wayback Machine // Известия, 23.09.2013
88. ↑  The Observatory | What does Korea, Dem. Rep. import? (2010). Дата обращения: 10 января 2013. Архивировано из оригинала 7 июня 2013 года.
89. ↑  Северная Корея как перспективный торговый партнер // Хвиля /варх/
90. ↑  Долг КНДР перед Россией оценили в 11 миллиардов долларов Архивная копия от 21 сентября 2012 на Wayback Machine // Lenta.ru, 24.08.2011
91. ↑  Россия простила Северной Корее долг в размере $11 млрд Архивная копия от 19 сентября 2012 на Wayback Machine // Известия, 18.09.2012
92. ↑  Russia Is Now the World’s Most Sanctioned Country. Дата обращения: 8 марта 2023. Архивировано 8 марта 2023 года.
93. ↑  Россия возглавляет рейтинг стран по числу введенных против них санкций Архивная копия от 28 мая 2023 на Wayback Machine // информагентство «Anadolu» (Турция) от 23 февраля 2023
94. ↑  U.S. Government Economic Sanctions Against North Korea. Государственный департамент США. Дата обращения: 2013-9-30. Архивировано из оригинала 1 января 2013 года.
95. 1 2  Санкции с аккомпанементом. Голос России (16 сентября 2010). Дата обращения: 2013-9-30. Архивировано 2 октября 2013 года.
96. ↑  Южнокорейцев арестовали за шампунь для КНДР. Дни.ру (15 июня 2010). Дата обращения: 2013-9-30. Архивировано 4 сентября 2013 года.
97. ↑  Артем Нойер. Эксперт: северокорейская ядерная проблема заключается не только в КНДР. Правда.ру (5 марта 2013). Дата обращения: 2013-9-30. Архивировано 20 мая 2013 года.
98. ↑  Северной Корее запретят банковскую деятельность. Известия (6 марта 2013). Дата обращения: 2013-9-30. Архивировано 16 сентября 2013 года.
99. ↑  EUPS: в Северной Корее нет голода и нищеты. Газета.ру. Дата обращения: 2013-9-30. Архивировано 2 октября 2013 года.
100. ↑  Книга Фактов ЦРУ. Дата обращения: 6 марта 2011. Архивировано из оригинала 18 мая 2020 года.
101. ↑  Александр Баунов. Откровенный разговор с северокорейским бизнесменом. slon.ru (19 декабря 2011). Дата обращения: 2013-4-26. Архивировано из оригинала 24 апреля 2013 года.